# Brigade criminelle (série télévisée)
Pour les articles homonymes, voir Brigade criminelle (homonymie).
Brigade criminelle (Felony Squad) est une série télévisée américaine en 73 épisodes de 30 minutes, créée par Richard Murphy et diffusée entre le 12 septembre 1966 et le 31 janvier 1969 sur le réseau ABC.
En France, la série a été diffusée à partir du 14 avril 1976 sur TF1 à raison d'un épisode tous les jours, l'intégralité de la série sera diffusée. Elle le sera à nouveau sur la même chaîne à deux reprises dans les années 80. Puis rediffusée en 1987 à la fermeture des programmes d'Antenne 2 et dans les années 90, c'est FR3 puis France 3 qui reprendra les droits pour en proposer sporadiquement des épisodes. La dernière diffusion en France date de 1999. La série a aussi été diffusée sur Télé Luxembourg.

## Synopsis
Le lieutenant Sam Stone, policier vétéran fait équipe avec son jeune partenaire, le détective Jim Briggs lors d'enquêtes criminelles dans une grande métropole de la côte ouest. Ils ont un appui logistique de la part du sergent Dan Briggs, le père de Jim.

## Distribution

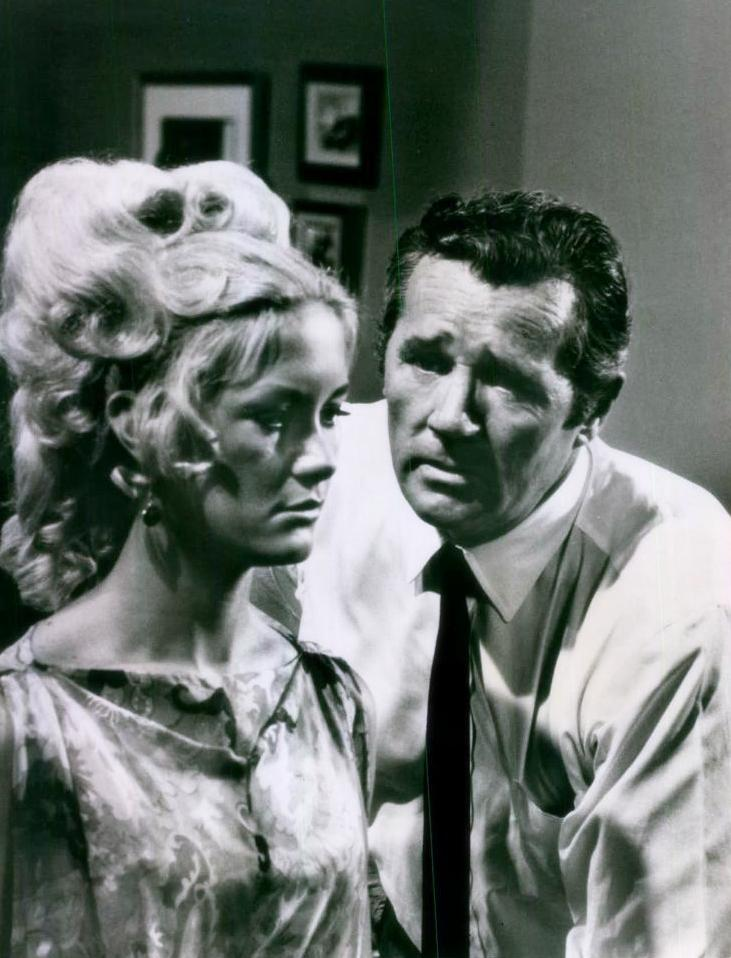
Howard Duff et Joan Van Ark en 1968.

- Howard Duff : (VF : Jean Claude Michel) Sam Stone
- Dennis Cole (en) : Jim Briggs
- Ben Alexander : Dan Briggs
- Robert DoQui : Cliff Sims (1968-1969)
- Barney Phillips : Capitaine Franks
- Frank Maxwell : Capitaine Nye

## Épisodes

### Saison 1 (1966-1967)
1. titre français inconnu (The Streets Are Paved with Quicksand)
2. titre français inconnu (A Walk to Oblivion)
3. titre français inconnu (The Broken Badge)
4. Rayer (Strike Out)
5. titre français inconnu (A Date with Terror)
6. titre français inconnu (Flame Out)
7. titre français inconnu (The Immaculate Killer)
8. La mort d'un rêve (The Death of a Dream)
9. Prologue à un mort (Prologue to Murder)
10. Tueur avec un Badge (Killer with a Badge)
11. titre français inconnu (Between Two Fires)
12. titre français inconnu (The Terror Trap)
13. titre français inconnu (The Killer Instinct)
14. Peur Ci-dessous (Fear Below)
15. titre français inconnu (A Penny Game, a Two-Bit Murder)
16. La vengeance de Miss Reilly (Miss Reilly's Revenge)
17. Une Mort pour une Mort (A Death for a Death)
18. Le partenaire mortel (The Deadly Partner)
19. titre français inconnu (The Night of the Shark (1/2)))
20. titre français inconnu (The Night of the Shark (2/2))
21. titre français inconnu (The Strangler)
22. Éclater (Breakout)
23. Chantage au Silence (The Desperate Silence)
24. La Cible ! (Target !)
25. Écho d'un meurtre (Echo of a Killing)
26. titre français inconnu (Live Coward, Dead Hero)
27. titre français inconnu (A Blueprint for Dying)
28. titre français inconnu (The Fear Merchant)
29. titre français inconnu (The Savage Streets)
30. Dette de la peur (Debt of Fear)

## Commentaires
- Avant de devenir une série policière répondant aux codes classiques du genre, le projet initial de Brigade criminelle était un soap, mis en scène dans le monde policier. Le titre de travail était Men Against Evil. L’idée n’a finalement pas été retenue. Et au moment de prendre la forme qu’on lui connait, la série a changé de nom. À l’époque, aucun sponsor ne voulait être associé au terme « evil » (traduction du Mal)[1].

- Le dernier épisode de Brigade criminelle est un cross-over avec Judd, for the Defense (en), une série judiciaire créée par Paul Monash. Cette dernière a duré deux saisons et 50 épisodes, avec Carl Betz et Stephen Young[1].